# Bela Vista do Piauí
Bela Vista do Piauí là một đô thị thuộc bang Piauí, Brasil. Đô thị này có diện tích 312,361 km², dân số năm 2007 là 3346 người, mật độ 10,71 người/km².